# Afrolimnophila minima
Afrolimnophila minima är en tvåvingeart som först beskrevs av Evgenyi Nikolayevich Savchenko 1971.  Afrolimnophila minima ingår i släktet Afrolimnophila och familjen småharkrankar. Inga underarter finns listade i Catalogue of Life.